# Пейдж Меттьюс
Пейдж Меттьюз (англ. Paige Matthews; також Пейдж Галлівелл (англ. Paige Halliwell) і Пейдж Мітчелл (англ. Paige Mitchell)  — вигадана персонажка телесеріалу Усі жінки — відьми, одна з головних героїнь серіалу. Героїню грає Роуз Мак-Гавен, з'являється після смерті Прю, в четвертому сезоні.

## Життя до подій серіалу
Пейдж — четверта дочка Патриції Галлівел, але її батьком є не законний чоловік Патриції, як у решти Чародійок, а світлоносець Сем Вайлдер. Народилася 2 серпня 1977 року. Пейдж ніколи не знала своїх батьків до подій серіалу, а виховувалася в хорошій прийомній сім'ї, оскільки Патриція і Сем були вимушені кинути її — у той час союзи між світлоносцями і відьмами були суворо заборонені. Вони залишили її на порозі церкви з одним проханням — щоб її ім'я починалося на букву «П». Все життя Пейдж не підозрювала про свій чаклунський дар.
Пейдж удочерили в ранньому віці, містер і місис Меттьюз, вони назвали її Пейдж. Вона була жахливим підлітком — пила, палила, прогулювала школу і постійно лаялася з батьками. Одного разу вся сім'я потрапила в жахливу автокатастрофу і вижила лише Пейдж. Тоді вона узялася за розум, кинула пити і закінчила школу. Пейдж змогла вступити до коледжу Берклі. Закінчивши коледж, вона почала працювати в Соціальній службі Саут Бей, допомагаючи бідним і кинутим. Через кілька років Пейдж захотіла дізнатися все про своїх біологічних батьків. Вона пішла в поліцію і дізналася, що швидше за все її мати жила десь поблизу, швидше за все нею була Патриція Галлівелл. Але оскільки Патті померла, то Пейдж боялася наближатися до сестер.
Але вона починає ходити в «P3», оскільки відчуває свою спорідненість з сестрами Галлівелл.

## Життя з магією
Після смерті Прю Пайпер всіляко намагається повернути її до життя. Вона використовує закляття для виклику сестри, яке має привернути Прю до них. Але замість цього воно починає діяти на Пейдж і приводить її на похорон. Там, через потиск рукою з Фібі, та бачить видіння, що незнайомку вбиває Шакс. Фібі з Коулом рятують Пейдж від смерті. Вона приходить в особняк Чародійок і знайомиться з Пайпер. Сила Трьох відновлена, разом вони перемагають Шакса. Але Пейдж лякається магії і тікає. У Шейна, її хлопця, вселяється Джерело, щоб переманити її на сторону зла. Але йому це не вдається. Замість цього він наносить смертельне поранення Коулу. Лео не може зцілити демона самостійно, але за допомогою Пейдж їм це вдається. Фібі і Пайпер викликають свою матір, щоб познайомити її з Пейдж.
Починаючи з п'ятого сезону не має постійної роботи — щоб розвивати свої здібності. Довгий час заперечувала свою другу половину світлоносця (до кінця 7-го сезону). У зв'язку з кризою в Школі Магії узяла на себе управління нею. До кінця серіалу однаково добре змогла справлятися і з обов'язками відьми, і з обов'язками світлоносця. В кінці серіалу одружилася з простим смертним, офіцером поліції Генрі.

## Магічні сили
Пейдж напіввідьма, напів світлоносиця, тому вміє:
- Сферитись
- Зціляти інших (ця здатність з'явилась тільки наприкінці серіалу) перший випадок, 4 сезон 13 серія (зцілила Лео)
- Переміщувати предмети в просторі
- Відчувати заклик підопічних
- Знаходити підопічних
- Говорити різними мовами

Сили Пейдж збільшувались з часом. Спочатку вона вміла лише переміщувати предмети, потім навчилась сферитись, і тільки в кінці серіалу зцілювати.

## Характер
Пейдж має багато схожих рис характеру з її померлою старшою сестрою, Прю Галлівелл. Вона вперта, рішуча й має проблеми зі своїм біологічним батьком. Однією з головних рис Пейдж є її прагнення до незалежності, з якою вона боролася після того, як стала частиною Чародійок. Протягом більш ніж 20 років Пейдж жила як єдина дитина, намагаючись зберегти свою незалежність, навіть після того, як знайшла своїх сестер. Проте вона все одно любила їх і вважала їх благословенням, навіть якщо інколи мала невеликі суперечки з Пайпер через їхні відмінності, схожі на ті, що були між Прю та Фібі.
У підлітковому віці Пейдж була бунтаркою, як і її старша сестра Фібі. Вона курила і навіть була алкоголічкою. Однак, після того як її прийомні батьки загинули в автомобільній аварії, Пейдж значно змінилася.
Маючи в крові силу Ангела, Пейдж має вроджену потребу й здатність допомагати іншим, що призвело до її бажання стати соціальною працівницею. Попри те, що вона наполовину пацифістка, Пейдж може бути критичною, як зазначила Фібі.
Серед сестер вона найбільш ексцентрична. Пейдж має іноді незграбну, а іноді й комічну поведінку, що інколи викликає в неї почуття незручності. Вона схильна до зайвих розмов, коли надто хвилюється, проте вона показує свою любов через велику відданість своїй родині та друзям. Її готовність жертвувати собою для допомоги іншим часто призводить до неприємностей, але це не зупиняє Пейдж, коли вона вважає, що робить правильну річ.

## Зовнішність
Дідусь Пейдж, Алан, казав, що Пейдж дуже схожа на його сестру. Також її бабуся, Пенелопа, сказала, що у Пейдж очі її матері.
Зовнішній вигляд Пейдж змінювався досить часто, хоча і не настільки часто, як у її старшої сестри Фібі.
1. Волосся: У дитинстві та до двадцятих років Пейдж мала довге темно-коричневе волосся, часто з чубчиком. Вона зазвичай укладала волосся в локони і часто збирала в пучок. У п'ятому сезоні Пейдж фарбує волосся у червоний колір, і підрізає його до довжини каре. Вона випрямляла та завивала волосся рівномірно. Потім у шостому сезоні вона дозволяє своєму волоссю відростати й фарбує його в яскраво-русявий колір. Волосся зазвичай носить в м'яких локонах, іноді дуже пряме. Десь у шостому сезоні Пейдж знову перефарбовує волосся в темно-коричневий колір і залишає його середньої довжини. 
2. Стиль одягу: Її стиль одягу зазнає значних змін від ранніх до пізніх двадцятих років. У її ранніх двадцяті роки її стиль мав вигляд "дівчини для вечірок". Вона часто одягала відтінки рожевого, зеленого та червоного. У її середині двадцятих років стиль її одягу став дещо більш дорослим, вона частіше носила джинси і менш відверті топи. Вона часто носила відтінки жовтого, синього і рожевого. Під час її середини двадцятих Пейдж почала носити більше костюмів і одягу з мережива, виглядаючи професійніше, ніж у ранніх двадцяті роки. Також вона віддає перевагу темним кольорам під час носіння ділового одягу.
3. Макіяж: Пейдж природно бліда, за винятком випадків, коли вона носить макіяж. Вона часто вибирає яскраво-червоні або темно-фіолетові помади. Цілком можна сказати, що Пейдж носить більше макіяжу, ніж її старша сестра Пайпер.

## Професійне життя
1. Південний район соціальних послуг: Перша робота Пейдж як соціальної асистентки. Вона працювала на Боба Ковена і мріяла отримати підвищення до соціальної працівниці. Пейдж двічі отримувала пропозицію підвищення, одну з яких вона відхилила. Хоча вона прийняла друге підвищення, це стало занадто великим відволіканням від її покликання як чаклунки, і вона вирішила залишити роботу. Пейдж розглядала можливість повернутися в соціальні служби в 2005 році, коли сестри працювали з Біллі Дженкінс, щоб допомогти з магією. Однак після співпраці з Семом Вайлдером вона вирішила відмовитися від цієї ідеї.
2. Тимчасові роботи: Після того, як Пейдж залишила роботу в Південному районі соціальних послуг, вона виконувала кілька тимчасових робіт. Серед них були: вигулювачка собак, пакувальниця фруктів, секретарка, асистентка чарівника і доглядальниця для літніх людей.
3. Директорка Школи Магії: Після того як Гідеон був убитий Лео Ваєттом, і Школа Магії почала закриватися, Пейдж вирішила, що школа повинна залишитися відкритою для учнів. Старійшини погодилися, але тільки за умови, що вона стане директоркою.
4. Повний робочий день як Ангел-охоронець/Світлоносець: Після того як Пейдж залишила роботу директорки Школи Магії, Старійшини зробили її повноцінною Світлоносицею. Після Великої Битви вона повністю прийняла це покликання.

## Смерті
- 5x03 — Померла, перетворившись на Білосніжку.
- 5x07 — Демон Барбас підмовляє Фібі так, що та вбиває Пейдж кинджалом.
- 5x10 — Коул перетворює Фібі на єгипетську царицю, згодом вбиває Пейдж.
- 8х21 — Вбита Біллі і Крісті під час поєдинку із Чародійками.

## Культурний вплив
- Професійна реслерка Сарая-Джейд Бевіс взяла собі псевдонім «Пейдж» на честь героїні серіалу.